# トリアカステーラ

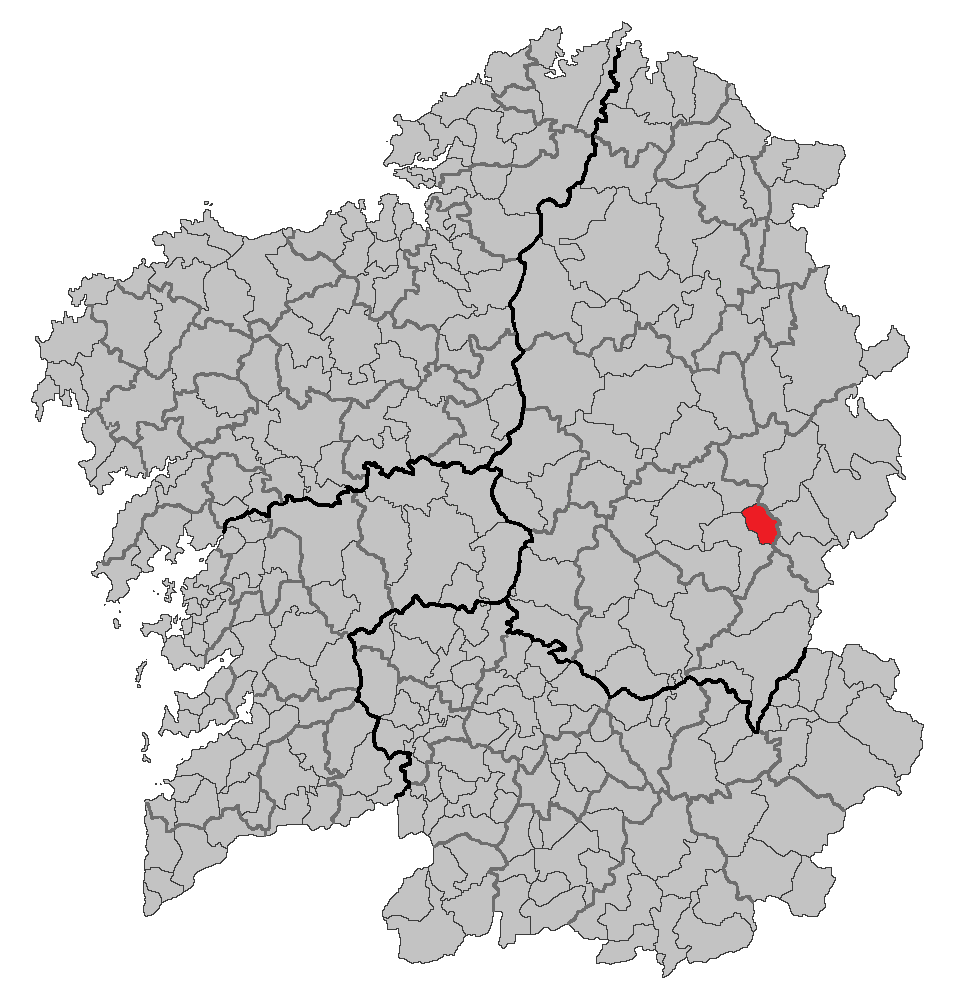

トリアカステーラ（Triacastela）は、スペイン、ガリシア州、ルーゴ県の自治体。コマルカ・デ・サリアに属す。ガリシア統計局によれば、2009年の人口は781人（2006年:821人、2005年:820人、2004年:839人、2003年:852人）。
ガリシア語話者の自治体住民に占める割合は99.76%（2001年）。

## 地理
トリアカステーラはルーゴ県の南東部に位置し、コマルカ・デ・サリアに属する。北はランカラとベセレアーと、東はアス・ノガイスと、南東はペドラフィータ・ド・セブレイロと、南から西にかけてはサモスと隣接している。

### 人口
| トリアカステーラの人口推移 1900－2010                   |
|                                                         |
| 出典:INE（スペイン国立統計局）1900年 - 1991年、1996年 - |

## 政治
自治体首長はガリシア社会党（PSdeG-PSOE）のミゲル・アンヘル・フェルナンデス・ロペス（Miguel Ángel Fernández López）、自治体評議員は、ガリシア社会党：4、ガリシア国民党（PPdeG）：3となっている（2007年の自治体選挙の結果）。

## 教区
トリアカステーラは8の教区に分けられる。
- ア・バルサ（サン・ブレイショ）
- カンセーロ（サン・クリストーボ）
- ラマス・ド・ビドゥエード（サント・イシドロ）
- オ・モンテ（サンタ・マリーア）
- サンタージャ・デ・アルフォス（サンタージャ）
- トルダーオス（サン・サルバドール）
- トリアカステーラ（サンティアーゴ）
- ビラベージャ（サンタ・マリーア）

## 名産
- セブレイロ - PDOチーズ。